# Pogled na Toledo
Pogled na Toledo (izvirni naslov Vista de Toledo) je ena od dveh ohranjenih pokrajin, ki jih je naslikal El Greco, poleg slike Pogled na Toledo z načrtom. Pogled na Toledo hrani Metropolitanski muzej umetnosti v New Yorku.
Je med najbolj znanimi upodobitvami neba v zahodni umetnosti, poleg slike Zvezdna noč Vincenta van Gogha ter pokrajin J. M. W. Turnerja in Clauda Moneta. Umetnostni zgodovinar Keith Christiansen je Pogled na Toledo uvrstil med umetnikove najambicioznejše mojstrovine in jo opisal kot eno najslavnejših pokrajin zahodne umetnosti.

## Zgodovinski kontekst

### Datacija
Umetnostni zgodovinarji, posebej Harold Wethey, so razpravljali o natančni dataciji Pogleda na Toledo. Med umetnostnimi zgodovinarji je bilo nekaj razprav zaradi zgodnje literature, ki je pisala o El Grecu. Zgodnja literatura, ki jo Walter Liedtke omenja v Treh slikah El Greca, nakazuje, da je bil Pogled na Toledo naslikan po letu 1600 in malo preden je El Greco umrl leta 1614. Vendar umetnostni zgodovinar Harold Wethey meni, da je bil naslikan med letoma 1595 in 1600, zaradi podobnosti z drugim El Grecovim delom, Sveti Jožef in otrok Kristus. Wethey podpira to trditev, ker je bil sveti Jožef in otrok Kristus dokončan med letoma 1597 in 1599. Wethey zagotavlja tudi več dokazov s poudarjanjem enakih tehnik, uporabljenih v ozadju svetega Jožefa in otroka Kristusa, ki se jih lahko vidi v Pogledu na Toledo.

### Pomen pokrajine
Pokrajinske slike so bile redke v španskem slikarstvu renesanse in baroka. Ker so krajinske slike tako redke, nekateri špekulirajo, da je Pogled na Toledo pravzaprav del iz večje slike. Vendar pa ni nobenega veljavnega dokaza ali potrditve, da je temu tako. Prepoved krajinskega slikarstva, ki jo je izdal Tridentinski koncil, daje verodostojnost ideji, da bi to delo lahko veljalo za prvo špansko krajinsko slikarstvo svojega časa.

## Opis
Pogled na Toledo je ležeči portret. Slika je živahna z modro, črno, belo in živo zeleno. Sestavljajo ga vsi zemeljski toni. Najbolj opazen je izrazit barvni kontrast med temo neba zgoraj in živahnostjo zelenega hribov spodaj. Slika gledalcem pokaže podobo teme ali muhavosti, ki je prisotna v Toledu. Opazovalci lahko opazijo, da se nebo v bližini mesta izjemno temni. El Greco ustvari paleto, polno dramatičnih barv. Med razmišljanjem o Pogledu na Toledo lahko ljudje vidijo kontrast od svetlega do temnega. Upodobljeni so griči s Toledom na vrhu. Mesto Toledo je zelo sivo v nasprotju z živahno zeleno hribovjem. Na nasprotnem koncu je tudi mesto samo svetlo nasprotje temni barvi neba. El Greco uporablja čiste barve v svojo korist. Lokacija gradu San Servando na levi je natančno prikazana. Vendar pa številne druge znamenitosti, ki se jasno nanašajo na Toledo, niso na pravi lokaciji, ki ustreza mestu. Walter Liedtke verjame, da je to zato, ker je El Greco naslikal bolj prihodnost ali upanje, kako bo videti. Umetnostna zgodovinarja Jonathon Brown in Richard Kagan sta prav tako namignila na teorijo, da je El Greco naslikal mesto Toledo na drugačen način, da bi ustrezal njegovi domišljiji ali idealni različici Toleda.

## Slog
El Greco ima edinstven slog z vplivi italijanskih ter španskih in grških umetnikov. Skozi svojo slikarsko kariero je spreminjal svoj slog glede na kraje, kjer je živel. Vendar pa je skoraj vedno slikal z vplivom svojih kretskih ali grških korenin. Pogosto je pisal v grščini in namesto latinice uporabljal grško abecedo. Pogled na Toledo prenaša to tradicijo njegovih grških korenin skozi njegov podpis. Svoje umetnine je vedno podpisoval s svojim pravim imenom Domenikos Theotokopoulos. V spodnjem desnem kotu je podpis El Greca. Njegov slog je bil znan kot bolj neenakomeren. Ta neenakomerna podrobnost, ki jo običajno najdemo v njegovi umetnosti, je v linijskem delu in v fizični lokaciji Toleda na sliki. Čeprav je pod vplivom manierističnega sloga, El Grecovo ekspresivno ravnanje z barvo in obliko nima para v zgodovini umetnosti. Valižanski umetnostni zgodovinar David Davies trdi, da so filozofije platonizma in starodavnega neoplatonizma, dela Plotina in Psevdo-Dionizija Areopagita, besedila cerkvenih očetov in liturgija ključ do razumevanja El Grecovega sloga. José Álvarez Lopera, kustos muzeja Prado v Madridu, povzema znanstveno razpravo o tem vprašanju, ki je sledila, ugotavlja, da je prisotnost »bizantinskih spominov« očitna v El Grecovih zrelih delih, čeprav je še vedno nekaj nejasnih vprašanj v zvezi z njegovim bizantinskim poreklom ki potrebuje dodatno osvetlitev.

## Interpretacija

### Simbolizem
Mesto Toledo je na sliki na samem vrhu hriba. Umetnostni zgodovinar Walter Liedtke domneva, da je El Greco želel poudariti veličino Toleda. Ker je Toledo sedel na vrhu, je simboliziral položaj mesta blizu nebes, a še vedno na vrhu hriba, zaradi česar je zemeljska last. Z uporabo srednjeveške tradicije je El Greco vključil znamenitosti, kot sta stolnica in Alcázar, ki sta bili postavljeni tako, da je lahko ustvaril svojo različico Toleda, »mesta duha«. Toledo je najvišja točka, ki bi lahko bila, ne da bi bila nenaravna ali na nebu, skoraj kot da bi El Greco hribe uporabil kot podstavek. Domneva se, da bi lahko bila skrivnostna simbolika te slike povezana z mističnostjo, ki je v tem obdobju prežela mesto.

### Primerjava s pogledom in načrtom Toleda
Pogled na Toledo ter Pogled in načrt Toleda, ki sta na ogled v muzeju El Greco v Toledu, imata isto mesto kot središče svoje podobe, a precej drugačen videz in sporočilo. Za začetek je bil Pogled na Toledo naslikan pred slednjim. Ima bolj živahen občutek z zeleno in belo v kontrastu s temno modro in črno. Pogled in načrt Toleda ima veliko toplejši in zemeljski ton z veliko rjave barve. V primerjavi s Pogledom na Toledo je tudi perspektiva iz zraka. Ker so slike, ki prikazujejo Toledo, ne morejo biti nič bolj drugačne. Vendar pa so verjeli, da jih je naročil Pedro Salazar de Mendoza, saj so po njegovi smrti ugotovili, da so del njegove osebne zbirke. Salazar je bil zelo navdušen nad Toledom v vseh pogledih. Zaradi Salazarjeve ljubezni do mesta se domneva, da je navdihnilo El Greca, da je naslikal obe sliki.